# 亨利·古羅
亨利·約瑟夫·歐仁·古羅（法語：Henri Joseph Eugène Gouraud；1867年11月17日—1946年5月12日），是一位法國陸軍將領，在第一次世界大戰後期西線戰場擔任要職，負責指揮第四軍團。